# Klaus Gramlich
Klaus Gramlich (* 22. Juni 1939) ist ein deutscher Unternehmer und ehemaliger Fußballfunktionär.
Der promovierte Rechtsanwalt Gramlich, Sohn von Rudi Gramlich, war sowohl Vertreter der Bundesliga im DFB-Beirat, als auch von 1983 bis 1988 Präsident des Fußball-Bundesligisten Eintracht Frankfurt. Er betreibt in Frankfurt am Main ein Gebäudereinigungsunternehmen.